# Sainte-Mère-Église
Sainte-Mère-Église je obec v departementu Manche v regionu Normandie v severozápadní Francii.

## Geografie
Sousední obce: Amfreville, Neuville-au-Plain, Fresville, Ravenoville, Beuzeville-au-Plain, Turqueville, Écoquenéauville, Sébeville, Carquebut, Chef-du-Pont a Picauville.
Obcí protéká řeka Merderet.

## Historie
Založeno ve 12. století, dochované záznamy dokazují, že původní název byl "Sanctae Mariae Ecclesia", latinsky to znamená "Chrám Svaté Marie". Ve francouzštině ma dvojí význam a dá se také přeložit "Chrám matky boží." Město bylo značně poškozeno během stoleté války.
Město je nejvíce známé tím, že hrálo velkou roli při vylodění v Normandii ve druhé světové válce. Protože tato vesnice stála na hlavní silnici N13, která byla pro Němce nejdůležitější k protiútoku na spojence vyloděné na plážích Utah a Omaha. Časně ráno 6. června 1944 jednotky složené z 82. výsadkové divize a 101. výsadkové divize osvobodily město při Operaci Boston a mohly se chlubit tím, že to bylo jedno z prvních měst dobytých během invaze.

### Den D
Noční přistání, okolo 1:40 ve městě, zaznamenalo těžké ztráty v řadách parašutistů. Několik budov ve městě bylo v plamenech, které ozařovaly noční oblohu, a dělaly z parašutistů snadný terč. Několik z nich se upálilo v ohni. Hodně jich seskočilo do korun stromů a byli zastřeleni dříve než se stačili odříznout. Němečtí obránci byli v pohotovosti.
Známý je incident s parašutistou Johnem Steelem ze 505. PIR, kterému se padák zachytil za věžičku kostela, a mohl jen pozorovat boje pod ním. Unikl zajetí tím, že předstíral smrt do druhého dne, kdy bylo město osvobozeno. Nehoda byla ztvárněna ve filmu Nejdelší den (The Longest day).
Brzo ráno, okolo 5 hodin, jednotky vedené podplukovníkem Edwardem C. Krausem z 505. PIR převzali město s lehkým odporem. Zřejmě byly německé jednotky zmatené a unavené po zbytku noci. Ačkoliv, těžký německý protiútok začal později během dne a trval do dalšího dne, tak lehce vyzbrojené jednotky udržely město do doby než přijely tanky z pláže Utah odpoledne 7. června.
Další připomenutí vojáci, kteří osvobodili město:
- podplukovník Benjamin H. Vandervoort
- poručík Turner B. Turnbull
- kapitán Ben Schwartzwalder
- desátník Edward A. Slavin, Sr.

Krause a Vandervoort obdrželi Distinguished Service Cross za jejich akce při osvobození města.
Henry Langrehr byl také zapojen při osvobození Sainte-Mère-Église. Propadl do skleníku, což bylo také zobrazeno ve filmu Nejdelší den (The Longest day). 6. listopadu 2007 obdržel, spolu s dalšími pěti muži, Řád čestné legie od francouzského prezidenta Nicolase Sarkozyho.

## Památky
Turistický ruch v Sainte-Mère-Église je zaměřen hlavně na jeho roli při invazi v Den D. Je tu více malých muzeí, obchodů se suvenýry z druhé světové války a mnoho restaurací. Figurína parašutisty je zavěšena na věžičce kostela, na připomenutí nehody Johna Steela.
Za kostelem je pramen, který má prý podle poutníků léčebnou sílu. Pramen je zasvěcený Svaté Meen (Saint Méen).

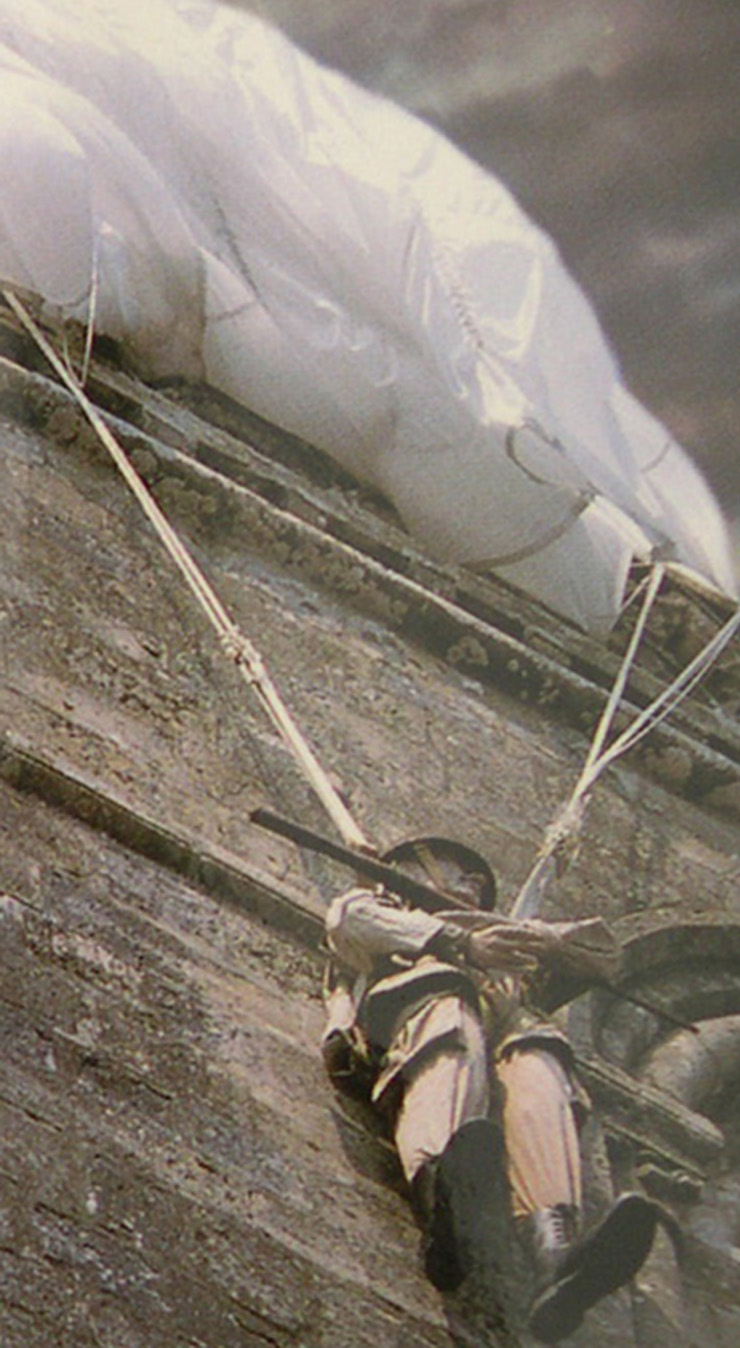
Památník parašutisty v Sainte-Mère-Église
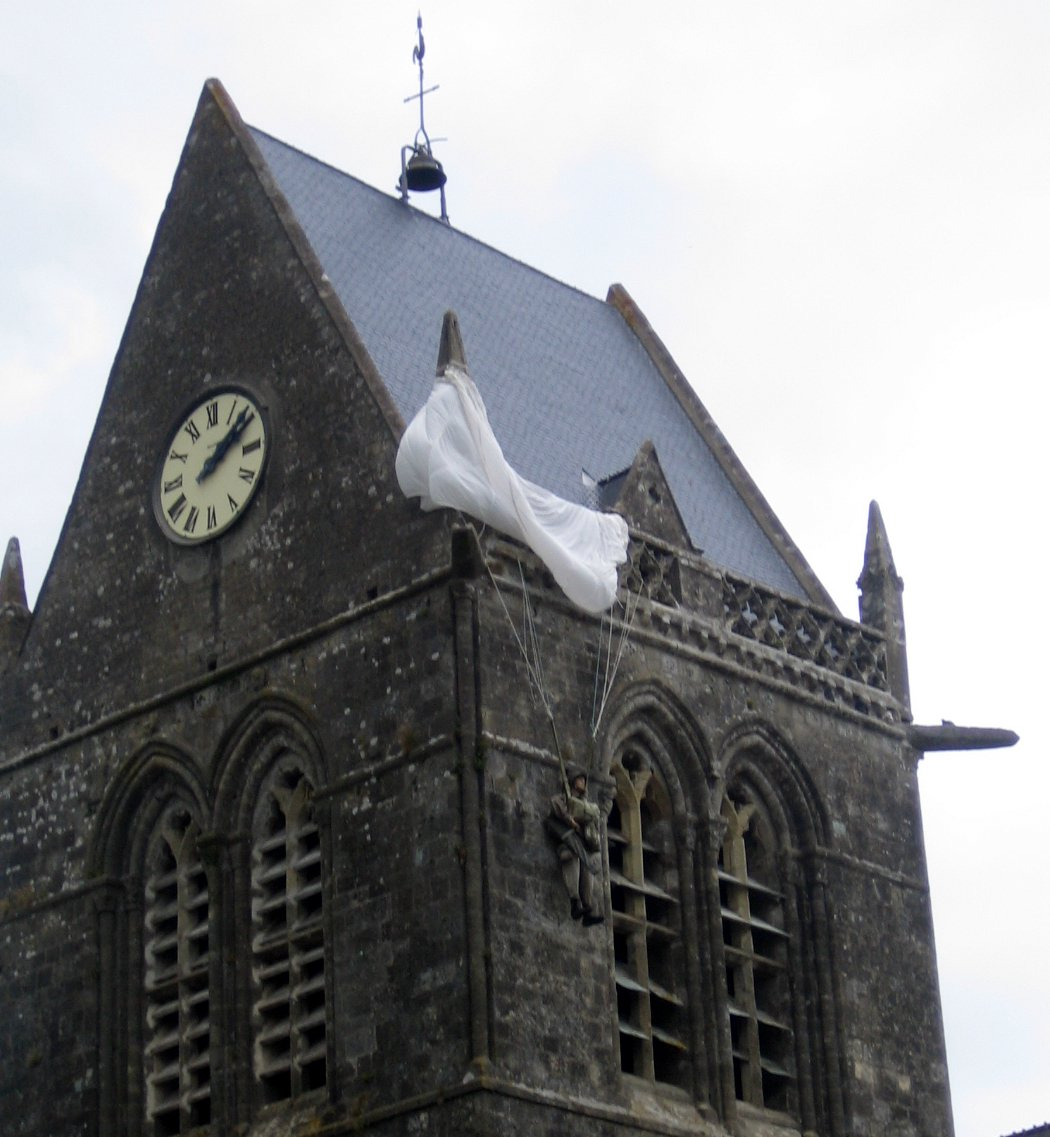
Památník věnovaný Johnu Steelemu, který se zachytil na věžičce kostela v Den D.
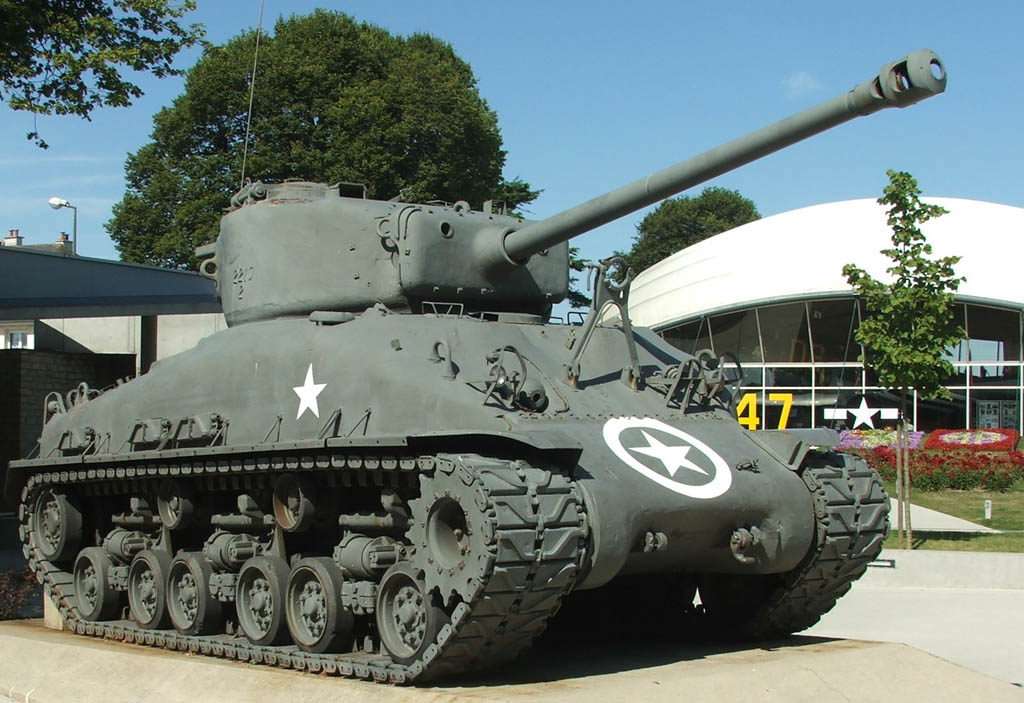
Tank Sherman M4 v muzeu v St. Mére Eglise
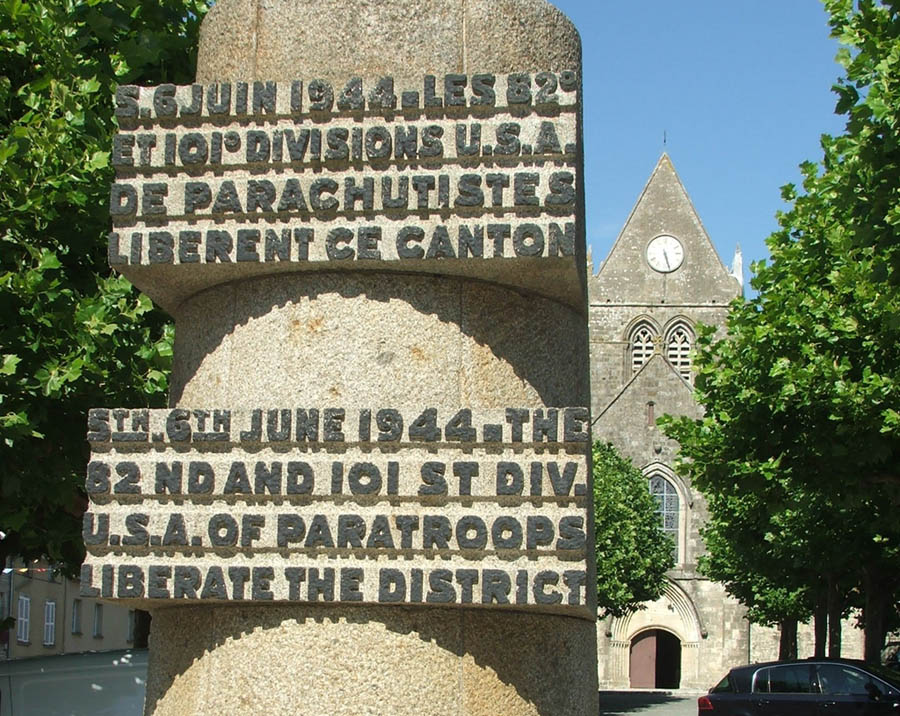
Pamětní deska na osvobození spojenci

## Demografie
Počet obyvatel